# Пуэнт-Мишель
Пуэнт-Мишель (англ. Pointe Michel) — деревня на юго-западном побережье Доминики к югу от столицы страны Розо. Является административным центром округа Сент-Люк.

## История
Пуэнт-Мишель стоит на возвышении из вулканических обломков, образованных пирокластическими потоками вулкана Морн-Плат-Пей между горами Ла-Вю и Ла-Фалез. Изначально был заселён индейцами из Южной Америки, последней группой были карибы.
Пуэнт-Мишель был одним из первых районов Доминики, заселённым французами в начале 1700-х годов. Большинство из них были мелкими фермерами, которых расширяющиеся сахарные плантации вытесняли с соседней Мартиники. Поселение было названо в честь одного из этих французских поселенцев, Мишеля. Прибывшие позже британцы безуспешно пытались переименовать его в Далримпл-Пойнт (Dalrymple’s Point) в честь полковника Кэмпбелла Далримпла, одного из командующих армией, участвовавших в захвате Розо британцами 6 июня 1761 года, но название не прижилось, так как французские поселенцы отказались его использовать.
Карибское название поселения было Сибули — по карибскому названию рыбы Melichthys niger, что указывает на преобладание этой рыбы Сибули в прибрежных водах в те времена. В настоайщее время Сибули — район в южной части деревни, к югу от Римско-католической церкви.
Со временем деревня превратилась в торговый и социальный центр. В соседних поместьях выращивали кофе, а также сахарный тростник, а в начале XX века — лайм.
Поскольку жители деревни были в основном сторонниками французов Пуэнт-Мишель был местом высадки французского десанта в 1778 и в 1805 годах во время их нападения на британцев. Отсюда солдаты шли на Розо. После отмены рабства в 1838 году многие жители, жившие в поместьях на соседних холмах переселились в деревню, и Пуэнт-Мишель стал деревней рыбаков и фермеров. До сих пор на окружающх холмах сохранились многочисленные руины.
В начале 1960-х годов до Пуэнт-Мишель была построена дорога. Здесь есть поликлиника, кредитный союз, игровая площадка, католическая церковь. Деревня сильно пострадала от урагана «Дэвид» 29 августа 1979 года.

## География и климат
Пуэнт-Мишель находится к югу от Розо и является административным центром прихода Сент-Люк.
Ландшафт вокруг Пуэнт-Мишеля холмистый. Деревня находится на высоте в 13 м над уровнем моря.

### Климат
Согласно классификации климатов Кёппена, в Суфриере — влажный тропический климат (Af) .
Среднегодовая температура — 26,3 °C. Самый тёплый месяц — июнь (27,4 °C), а самый холодный — февраль (24,6 °C).
Среднегодовое количество осадков — 2006 мм. Самый влажный месяц — июль (312 мм), а самый засушливый — февраль (79 мм).

## Известные уроженцы
- Юджиния Чарлз (1919—2005) — доминикская политическая деятельница, премьер-министр Доминики в 1980—1995 годах
- Альфонсия Эммануэль (род. 1956) — британская актриса.